# Romain Del Castillo
Romain Del Castillo, né le 29 mars 1996 à Lyon, est un footballeur français. Il évolue actuellement au poste d'ailier droit au Stade brestois 29.

## Biographie

### Jeunesse
Romain Del Castillo effectue sa préformation dans différents clubs de la région lyonnaise.

### Carrière

#### Olympique lyonnais
Romain Del Castillo arrive au centre de formation de l'Olympique lyonnais en juin 2012, en provenance du FC Lyon. En décembre 2015, il signe son premier contrat professionnel avec l'OL, jusqu'en juin 2019.
Avec l'équipe des moins de 19 ans de l'Olympique lyonnais, il participe à l'UEFA Youth League lors de la saison 2015-2016. Lors de cette compétition, il inscrit un doublé sur la pelouse de La Gantoise en septembre 2015. Il marque ensuite un but sur penalty lors de la réception du Zénith Saint-Pétersbourg en novembre 2015.
Le 20 novembre 2015, il fait sa première apparition avec les professionnels à l'occasion d'un déplacement face à l'OGC Nice, il entre en jeu à la 64e minute.

#### Prêts à Bourg-en-Bresse et Nîmes
En juin 2016, afin de gagner du temps de jeu, il est prêté pour une saison au Football Bourg-en-Bresse Péronnas, club de Ligue 2. Le 26 août 2016, il inscrit son premier but professionnel lors de la réception du Chamois niortais FC (2-2). Il réalise une saison complète en jouant 37 matchs et en inscrivant 5 buts.
L'été suivant, il est une nouvelle fois prêté en Ligue 2, du côté du Nîmes Olympique. Il marque son premier but sous ses nouvelles couleurs le 19 septembre 2017 lors d'un déplacement à Tours (4-0), il délivre également deux passes décisives dans ce match.
Le 4 mai 2018, il marque le troisième but dans le match de la montée pour Nîmes contre le Gazélec d'Ajaccio.

#### Stade rennais FC
Le 20 juin 2018, il est transféré au Stade rennais FC, club avec lequel il signe un contrat d'une durée de quatre ans, pour un montant de 2 M€, plus un intéressement sur la plus-value d'un futur transfert.
Le 18 août 2019, positionné au poste d'avant secondaire, il marque son premier but pour le Stade rennais FC sur une passe décisive d'Eduardo Camavinga, donnant la victoire aux siens face au Paris Saint-Germain.

#### Stade brestois 29
Le 31 août 2021, Romain Del Castillo quitte le Stade rennais et signe pour trois saisons avec le Stade brestois 29.
En novembre 2023, le Stade brestois annonce l'extension de son contrat jusqu'en juin 2027.

## Statistiques détaillées

### En club
| Saison                | Club                      | Championnat           | Championnat | Championnat | Coupe(s) nationale(s) | Coupe(s) nationale(s) | Supercoupe | Supercoupe | Compétition(s) continentale(s) | Compétition(s) continentale(s) | Compétition(s) continentale(s) | Total | Total |
| Saison                | Club                      | Division              | M.          | B.          | M.                    | B.                    | M.         | B.         | Comp.                          | M.                             | B.                             | M.    | B.    |
| 2015-2016             | Olympique lyonnais        | Ligue 1               | 2           | 0           | -                     | -                     | -          | -          | C1                             | 0                              | 0                              | 2     | 0     |
| 2016-2017             | Bourg-en-Bresse 01 (prêt) | Ligue 2               | 37          | 5           | 1                     | 0                     | -          | -          | -                              | -                              | -                              | 38    | 5     |
| 2017-2018             | Nîmes Olympique (prêt)    | Ligue 2               | 31          | 4           | 3                     | 0                     | -          | -          | -                              | -                              | -                              | 34    | 4     |
| 2018-2019             | Stade rennais FC          | Ligue 1               | 29          | 0           | 3                     | 0                     | -          | -          | C3                             | 4                              | 0                              | 36    | 0     |
| 2019-2020             | Stade rennais FC          | Ligue 1               | 21          | 2           | 6                     | 0                     | 1          | 0          | C3                             | 5                              | 0                              | 33    | 2     |
| 2020-2021             | Stade rennais FC          | Ligue 1               | 26          | 0           | 1                     | 0                     | -          | -          | C1                             | 4                              | 0                              | 31    | 0     |
| 2021-2022             | Stade rennais FC          | Ligue 1               | 3           | 0           | -                     | -                     | -          | -          | C4                             | 2                              | 1                              | 5     | 1     |
| Sous-total            | Sous-total                | Sous-total            | 79          | 2           | 10                    | 0                     | 1          | 0          | -                              | 15                             | 1                              | 105   | 3     |
| 2021-2022             | Stade brestois 29         | Ligue 1               | 19          | 0           | -                     | -                     | -          | -          | -                              | -                              | -                              | 19    | 0     |
| 2022-2023             | Stade brestois 29         | Ligue 1               | 26          | 6           | -                     | -                     | -          | -          | -                              | -                              | -                              | 26    | 6     |
| 2023-2024             | Stade brestois 29         | Ligue 1               | 33          | 8           | 3                     | 0                     | -          | -          | -                              | -                              | -                              | 36    | 8     |
| 2024-2025             | Stade brestois 29         | Ligue 1               | 27          | 6           | 1                     | 0                     | -          | -          | C1                             | 7                              | 0                              | 35    | 6     |
| 2025-2026             | Stade brestois 29         | Ligue 1               | 1           | 0           | -                     | -                     | -          | -          | -                              | -                              | -                              | 1     | 0     |
| Sous-total            | Sous-total                | Sous-total            | 106         | 20          | 4                     | 0                     | -          | -          | -                              | 7                              | 0                              | 117   | 20    |
| Total sur la carrière | Total sur la carrière     | Total sur la carrière | 254         | 31          | 19                    | 0                     | 1          | 0          | -                              | 22                             | 1                              | 296   | 32    |

## Palmarès
- Olympique lyonnais
  - Finaliste de la Coupe Gambardella en 2015.

- Stade rennais FC
  - Vainqueur de la Coupe de France de football en 2019[12].
  - Finaliste du Trophée des champions en 2019.